# محمد تقي صادق
الشيخ محمد تقي صادق (1896 - 1965). رجل دين شيعي، أديب وشاعر من جبل عامل، له عدد من المؤلفات والمخطوطات العلمية، كان ناشطا في الحقل الاجتماعي وذاع صيته في مجال التوجيه والإرشاد، كما كان له مواقف مشهودة في السياسة ومجريات الأمور في زمانه. 

## ولادته، نشأته وأسرته
ولد في النجف في العراق سنة 1896 ميلادية، حيث كان والده يتابع دراسته وتحصيله.
نشأ في أسرة علمية، فوالده الشيخ عبد الحسين صادق، ووالدته السيدة زينب آل عبد الله من أسرة عاملية نافذة في بلدة الخيام. أما جده فهو الشيخ إبراهيم بن صادق العاملي ووالد جده هو الشيخ إبراهيم بن يحيى الطيباوي الشاعر المشهور.
والشيخ محمد تقي هو ثاني الذكور بعد أخيه الشيخ حسن صادق، ولهم أخ ثالث هو الأستاذ حبيب صادق.
عاد مع والده إلى لبنان عام 1898 ميلادي وكان لا يزال طفلا فأقامت العائلة فترة قصيرة في بلدة الخيام الجنوبية ثم انتقلت بعدها إلى مدينة النبطية. 
وفي مدينة النبطية التحق الشيخ محمد تقي صادق بالمدرسة الرسمية التي سميت لاحقاً أم المدارس، وقد زامل في دراسته هذه السياسي اللبناني بهيج فضل الفضل، وغيره. بالإضافة إلى ذلك كان يتابع دروسا في المقدمات على والده، وعندما بلغ الخامسة عشرة من عمره عاد إلى مسقط رأسه في النجف لدراسة العلوم الدينية فيها.

## دراسته في النجف
كان أخوه الأكبر الشيخ حسن صادق قد سبقه إلى النجف، فاعتنى به ودرس عليه جملة من المقدمات. ومن اللطائف أن الشيخ محمد تقي أصبح فيما بعد متضلّعا بالفقه أكثر من اخيه الأكبر، أما الشيخ حسن فكان متضلّعا بالشعر أكثر من الشيخ محمد تقي.
وبعد أخيه تابع دراسته حتى بلغ مرتبة الاجتهاد المطلق في الفقه والأصول كما ودرس الفلسفة وعلم الكلام وغيرها من العلوم، وبقي في النجف ما يزيد عن ثلاثين سنة. وقد شهد باجتهاده المطلق جملة من المراجع أمثال:
- الميرزا حسين النائيني
- السيد أبو الحسن الأصفهاني
- السيد عبد الهادي الشيرازي
- الشيخ محمد رضا آل ياسين

## عودته إلى لبنان
وفي العام 1942 ميلادي قدم إلى النبطية لزيارة والده الذي كان مريضا وكان ينوي العودة إلى النجف، ولكن وفاة والده بدَّل ما كان يخطط له، فبقي في مدينة النبطية ليحلّ مكان أبيه فيها.

### نشاطه الاجتماعي
عند استقراره في النبطية، انكبّ على العمل الاجتماعي والتربوي وشارك في العديد من الفعاليات ومنها:
- عمل على تحديث وتجديد المسرحية التي كانت تقام في عاشوراء، فأعاد صياغة نصها بشكل يتقارب مع أحداث واقعة الطف، وطلب إلى بعض طلاب المدارس والجامعات القيام بتأدية الأدوار بدلاً من الهواة.
- جدد بناء حسينية النبطية وأرَّخ التجديد بشعره في العام 1374هـ.
- أسس مع مجموعة من العلماء «جمعية علماء الدين في جبل عامل» ضمت العديد منهم كالشيخ موسى عز الدين والشيخ زين العابدين شمس الدين، والشيخ سليمان سليمان، والسيد عبد الكريم نور الدين، والشيخ خليل ياسين، والسيد عباس أبو الحسن، والسيد محمد باقر إبراهيم، وغيرهم. ومن أهداف الجمعية تعميم المعاهد العلمية في الجنوب، وكان من إنجازاتها المعهد العلمي في مدينة صور.
- أسس الجمعية الخيرية التعاونية في مدينة النبطية، ومن أهدافها مساعدة أبناء الجنوب على تدبير وتسهيل أمورهم الثقافية والصحية.

### نشاطه السياسي
في العام 1958 وعندما أراد الرئيس كميل شمعون التجديد لولاية ثانية، واجهته معارضة قوية من مختلف التيارات السياسية حيث رفضت مبدأ التجديد فحصل الكثير من الاشتباكات في بيروت والضواحي، وعمَّت الفوضى والإخلال بالأمن الكثير من المناطق والمحافظات اللبنانية. وقد كان الشيخ محمد تقي صادق مواكباً للانتفاضة وخاصة في منطقة الجنوب وفي النبطية.
وعندما تعرّضت بلدة يحمر الشقيف للقصف من قبل مدفعية الجيش اللبناني في جديدة مرجعيون وجَّه كتاب تأنيب إلى الرئيس كميل شمعون على الأعمال غير الدستورية التي كان يقوم بها مناصروه بحق المواطنين.

## مؤلفاته
إلى جانب نشاطه الاجتماعي اهتمّ بالتأليف والكتابة، وله مؤلفات عديدة في الفقه والأصول والفلسفة وعلم الكلام لكنها لا تزال ومن هذه الكتب:
1. مذكرات العلمية في المباحث الأصولية
2. شرح كفاية الأصول.
3. مقررات فقهية.
4. كتاب الإجارة - إصدار خاص - 2009
5. ديوان شعر مخطوط

وقد نشر بعض الأبحاث الفكرية والفلسفية في المجلات العلمية والأدبية في العراق ولبنان أبرزها مجلّة "الألواح" حيث كانت له سلسلة من المقالات تناقش بعض المواضيع الفلسفية.

## شعره
له قصائد في كتاب: شعراء الغريّ، وله ديوان شعر مخطوط. تأثر بالشعراء القدماء كتب قصائد في الرثاء وفي المناسبات، واستخدم ألفاظًا ذات دلالات تراثية ودينية منها وتميز شعره باللغة الواضحة والمعاني القريبة

## وفاته
توفي في تشرين الأول سنة 1965م، وقد نقل جثمانهإلى النجف حيث صلى عليه السيد محسن الحكيم ووري الثرى قرب مقام الإمام علي بن أبي طالب.